# Ngelang
Ngelang is een bestuurslaag in het regentschap Magetan van de provincie Oost-Java, Indonesië. Ngelang telt 1785 inwoners (volkstelling 2010).